# Risárd Dzsásztin Ládu
Risárd Dzsásztin Ládu (arabul: ريشارد جاستن لادو) (Kartúm, 1979. október 5. –) szudáni születésű Szudáni labdarúgó-válogatott labdarúgó, aki jelenleg a Dél-szudáni labdarúgó-válogatott és az Al-Malakia játékosa.

## Pályafutása
A Szudáni labdarúgó-válogatott tagjaként részt vett a 2008-as afrikai nemzetek kupáján.